# Folkebevægelsen mod EU

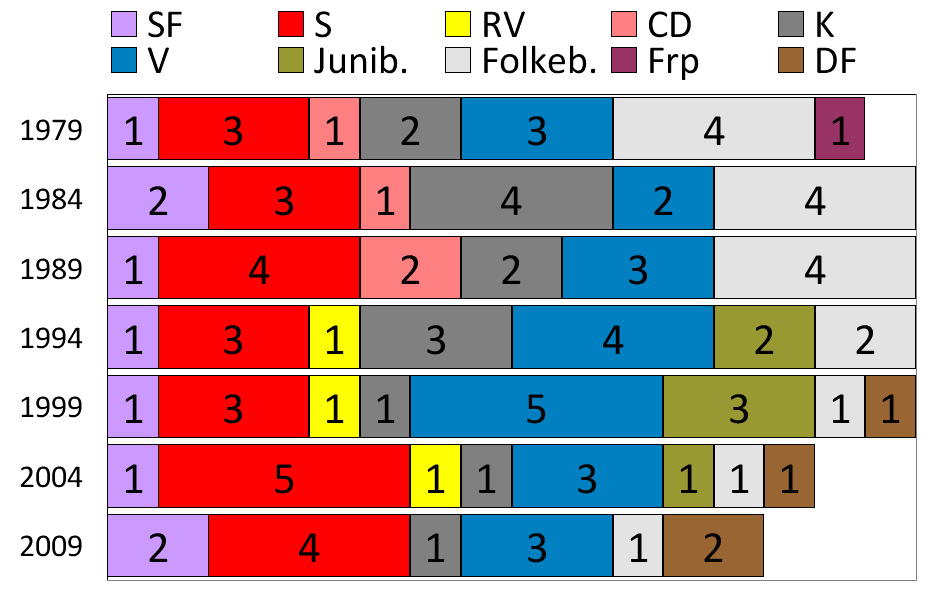
Dänische Europa-Abgeordnete nach Parteien. 1979 stellte Folkebevægelsen mod EU die größte Gruppe, 2009 nur noch einen Abgeordneten.

Folkebevægelsen mod EU (Volksbewegung gegen die EU) ist eine politische Organisation in Dänemark, die ausschließlich zu den Europawahlen zum Europäischen Parlament antritt. Auf dänischen Wahlzetteln ist ihr der Parteibuchstabe N zugeteilt. Bis 1994 nannte sie sich Folkebevægelsen mod EF (Volksbewegung gegen die EG).

## Organisation
Die Volksbewegung besteht aus individuellen Mitgliedern sowie Kollektivmitgliedern (Organisationen). Die individuellen Mitglieder gehören etwa 60 Ortsverbänden (lokalkomitéer) an. Als Kollektivmitglieder sind unter anderem die Folgenden angeschlossen: Die liberale Partei Retsforbundet, Die Grünen, die Umweltpartei Danmarks Miljøparti, die im Parlament vertretene linke Partei Enhedslisten, die vier kommunistischen Parteien Kommunistisk Parti, Kommunistisk Parti i Danmark, Danmarks Kommunistiske Parti und Arbejderpartiet Kommunisterne, der demokratisch-skandinavistische Verein Frit Norden und der EU-gegnerische Radio- und TV-Zuschauerverein Kig&Lyt.
Vereinzelte landesweite Gewerkschaften sowie mehrere Orts- und Branchenverbände sind Kollektivmitglieder, darunter die Seeleute in 3F und die 3F-Ortsverbände Kopenhagen, Ålborg und Esbjerg, Landsforbundet for socialpædagoger innerhalb FOA und die Kopenhagener Ortsverbände der 3F-Bauarbeiter, Metallarbeiter, Elektriker, Klempner, Straßenreiniger und Maurer.
Obwohl überparteilich, liegt der Schwerpunkt der Mitglieder im linken politischen Spektrum, aber bei jeder Wahlteilnahme der Bewegung sind eine Anzahl von Nichtparteilichen, Kandidaten der politischen Mitte oder Mitglieder von bürgerlichen Parteien zur Wahl angetreten. Der bekannteste war Ib Christensen, ehemaliger Vorsitzender und Folketingsabgeordneter der Partei Retsforbundet, der 1984–1994 die Volksbewegung im Europäischen Parlament vertrat. Der international bekannteste Abgeordneter der Volksbewegung war Jens-Peter Bonde, der 1979–1992 die Volksbewegung und 1993–2008 die Junibewegung vertrat; 2005 war er Mitgründer der EUDemokraten.
Auf europäischer Ebene arbeitet die Volksbewegung mit anderen EU-kritischen Organisationen und Parteien zusammen. Im Europäischen Parlament war die Bewegung Mitglied der Technischen Fraktion (1979–1984), Regenbogenfraktion (1984–1994), Europa der Nationen (1994–1999), Europa der Demokratien und der Unterschiede (1999–2002), Vereinte Europäische Linke/Nordische Grüne Linke (GUE/NGL) (2002–2019).

## Geschichte
Folkebevægelsen mod EU wurde 1972 im Vorfeld der Volksabstimmung über einen EG-Beitritt Dänemarks gegründet. Folkebevægelsen versammelte damals die Gegner einer dänischen Mitgliedschaft. In Dänemark wurden seit 1972 sechs Volksabstimmungen über Erweiterungen der EG-/EU-Verträge durchgeführt, meist aufgrund der Regelung über Souveränitätsabgabe des Grundgesetzes. Bei jeder Abstimmung empfahl Folkebevægelsen jeweils, mit Nein zu stimmen. Ihre Forderung im Jahr 2008, den Vertrag von Lissabon bei einer Volksabstimmung zu prüfen, konnte nicht durchgesetzt werden.
Seit 1979 nimmt die Partei an den Wahlen zum Europäischen Parlament teil, in dem sie in jeder Legislaturperiode vertreten war. Stellte Folkebevægelsen zu Beginn noch vier Abgeordnete im Europäischen Parlament, war sie bis 2019 nur noch mit einem Abgeordneten vertreten.
Bei der Wahl 2019 trat erstmals Enhedslisten an, die zuvor immer zu Gunsten von Folkebevægelsen auf die Kandidatur verzichtet hatte. Enhedslisten ist gleicherzeit Kollektivmitglied von Folkebevægelsen. Die beiden Parteien gingen eine Listenverbindung ein. Bei einem Rückgang der Volksbewegung von 8,1 % auf 3,7 % verlor sie das Mandat.
Die Volksbewegung versteht sich selbst als überparteilich (tværpolitisk) und EU-Gegner. Ein EU-kritischer Konkurrent war Junibevægelsen (Die Junibewegung), die nach Dänemarks Beitritt 1993 zum Maastrichter Vertrag gegründet wurde. Die dänischen Wähler lehnten den Beitritt 1992 ab, aber nach Verhandlungen und der Edinburgh-Vereinbaring kamen vier Vorbehalte zu Stande, wonach eine neue Volksabstimmung 1993 den Beitritt zustimmte. An die Junibewegung verlor Folkebevægelsen um den Jahreswechsel 1993/94 drei ihrer damals vier Europaabgeordneten. Junibevægelsen löste sich nach der für sie erfolglosen Europawahl 2009 auf.
Eine Studie aus dem Jahr 2019, die das Abstimmungsverhalten von Parteien zu klimapolitischen Fragen im EU-Parlament betrachtete, bewertet die Volksbewegung als „Verteidiger“ einer klimafreundlichen Politik.

## Abgeordnete im Europaparlament
| Europawahl           | Europawahl           | I 1979 | II 1984 | III 1989 | IV 1994 | V 1999 | VI 2004 | VII 2009 | VIII 2014 | IX 2019 |
| -------------------- | -------------------- | ------ | ------- | -------- | ------- | ------ | ------- | -------- | --------- | ------- |
| Sven Skovmand        | (1979–84)            | X      |         |          |         |        |         |          |           |         |
| Jørgen Bøgh          | (1979–87)            | X      | a       |          |         |        |         |          |           |         |
| Else Hammerich       | (1979–89)            | X      | X       |          |         |        |         |          |           |         |
| Jens-Peter Bonde     | (1979–92)            | X      | X       | a        |         |        |         |          |           |         |
| Ib Christensen       | (1984–94)            |        | X       | X        |         |        |         |          |           |         |
| Birgit Bjørnvig      | (1987–92)            |        | e       | a        |         |        |         |          |           |         |
| Ulla Sandbæk         | (1989–92)            |        |         | a        |         |        |         |          |           |         |
| Lis Jensen           | (1994–99)            |        |         |          | X       |        |         |          |           |         |
| Ole Krarup           | (1994–2006)          |        |         |          | X       | X      | a       |          |           |         |
| Jens Okking          | (2002–03)            |        |         |          |         | *      |         |          |           |         |
| Søren Søndergaard    | (2007–14)            |        |         |          |         |        | e       | a        |           |         |
| Rina Ronja Kari      | (2014–19)            |        |         |          |         |        |         | e        | X         |         |
| gewählte Abgeordnete | gewählte Abgeordnete | 4      | 4       | 4        | 2       | 1      | 1       | 1        | 1         | 0       |
| Stimmen in %         | Stimmen in %         | 21,0   | 20,8    | 18,9     | 10,3    | 7,3    | 5,2     | 7,2      | 8,1       | 3,7     |

a → Mandat zu Beginn einer Legislaturperiode

X → Mandat während der gesamten Legislaturperiode

e → Mandat zum Ende der Legislaturperiode

Der Abgeordnete Jens Okking trat von Junibevægelsen zu Folkebevægelsen über.

### Fraktionszugehörigkeit
- Fraktion für die technische Koordinierung und Verteidigung der unabhängigen Gruppen und Abgeordneten (1979–1984)
- Regenbogenfraktion (1984–1989)
- Regenbogenfraktion im Europäischen Parlament (1989–1994)
- Fraktion Europa der Nationen (Koordinierungsgruppe) / Europa der Nationen (1994–1996/1997–1999)
- Fraktion für das Europa der Demokratien und der Unterschiede (1999–2002)
- Konföderale Fraktion der Vereinten Europäischen Linken/Nordische Grüne Linke (2002–2019)